# Orthrosanthus chimboracensis
Orthrosanthus chimboracensis är en irisväxtart som först beskrevs av Carl Sigismund Kunth, och fick sitt nu gällande namn av John Gilbert Baker. Orthrosanthus chimboracensis ingår i släktet Orthrosanthus och familjen irisväxter. Inga underarter finns listade i Catalogue of Life.

## Bildgalleri

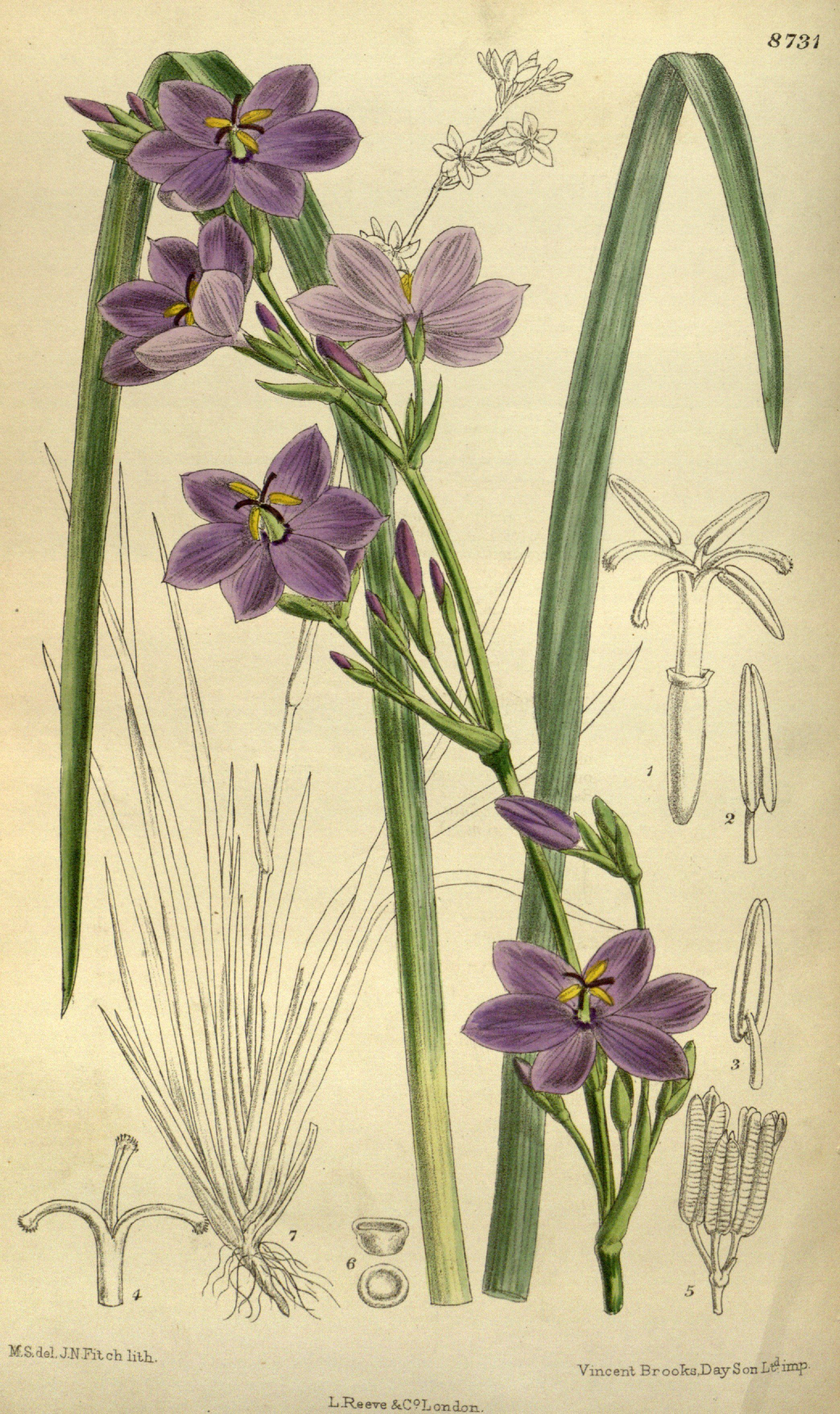